# Enawene Nawe
Enawene Nawe är ett av världens få ursprungsfolk som inte äter rött kött, det vill säga är vegetarianer. De består av ungefär 420 människor och bor i ett regnskogs- och savannområde i delstaten Mato Grosso. Enawene Nawe är beroende av floden i området, eftersom deras kost till stor del består av fisk. De bygger dammar under regnperioden så att stora mängder fisk kan fångas och rökas.

## Problem
Trots att Enawene Nawe har ett reservat ligger floden Rio Preto, som är mycket viktig för indianernas överlevnad, helt utanför reservatsområdet. Skogen runt floden har huggits ner för att lämna plats åt sojabönsodlingar, och för att bryta ner rötterna som ligger under marken har pesticider spridits ut i området. När regnen kommer spolas giftet ut i floden där den dödar fiskarna – Enawene Nawes levebröd.

## Historia
Enawene Nawe kontaktades för första gången 1974 – då bestod gruppen av bara 97 människor, men den siffran har idag mer än fyrdubblats. De är uppdelade på tio malocas och ett antal klaner, och deras malocas byggs i ett kors med ”de heliga flöjternas hus” i mitten. För Enawene Nawe är fisken det mest betydande i livet, och deras största religiösa ritual, yakwa, utspelas när männen kommer tillbaka från fiskelägren. Under festen delar Enawene Nawe maten med förfäderna, som spelar en stor roll i deras religion.
Forskares mening är att om inget görs för att skydda Rio Preto kommer snart både indianer och djur i området att dö ut. I maj 2005 reste en delegation av Enawene Nawe till Brasília och Fundação Nacional do Índio FUNAI för att be om hjälp, men FUNAI sade att man inte planerade att utöka deras reservat – detta trots att man lovade att kartlägga och demarkera området redan 2004.